# Phanoperla malayana
Phanoperla malayana är en bäcksländeart som beskrevs av Peter Zwick 1982. Phanoperla malayana ingår i släktet Phanoperla och familjen jättebäcksländor. Inga underarter finns listade i Catalogue of Life.